# Spencer Compton
Spencer Compton, 1. hrabia Wilmington (ur. ok. 1673 w Compton Wynyates w Warwickshire, zm. 2 lipca 1743 w Londynie) – brytyjski arystokrata i polityk związany ze stronnictwem wigów, premier Wielkiej Brytanii od 16 lutego 1742 r. do 2 lipca 1743 r.

## Wczesne lata życia
Compton był trzecim synem Jamesa Comptona, 3. hrabiego Northampton. Naukę odebrał w St Paul’s School i oksfordzkim Trinity College. W 1698 r. wszedł do parlamentu z okręgu Eye w Suffolk. Mimo że rodzina miała tradycje torysowskie, Compton przeszedł do wigów po kłótni ze swym bratem, George’em. W parlamencie rozpoczął współpracę i nawiązał przyjaźń z Robertem Walpolem, która przetrwała czterdzieści lat.

## Początki kariery politycznej
W 1707 r. otrzymał pierwszy urząd Paymaster of Pensions, które to stanowisko dzierżył przez sześć lat mimo przejęcia władzy przez torysów w 1710 r. Uważa się, że torysi chcieli utrzymać w ten sposób przyjaźń jego torysowskiej rodziny. W 1713 r. Compton znów wszedł do parlamentu z okręgu East Grinstead, i kiedy w 1715 r. wigowie odzyskali władzę, miał nadzieję na otrzymanie wyższego stanowiska, co jednak nie nastąpiło. Został zaledwie skarbnikiem następcy tronu. Nieco później jednak spotkał go zaszczyt jednogłośnej elekcji na speakera Izby Gmin. Był nim od 1715 do 1727 r.
Od 1715 r. Compton reprezentował w Izbie Gmin okręg wyborczy Sussex. Podczas wigowskiej schizmy z 1717 r. poparł Walpole’a i lorda Townshenda przeciw starszym wigom (Stanhope i Sunderland). Mimo przejścia do opozycji utrzymał w swym ręku urzędy do 1720 r., kiedy schizma zakończyła się.
Compton jako speaker odpowiedział kiedyś jednemu z posłów, narzekającemu, że przerwano mu podczas przemowy w Izbie: „No sir, you have a right to speak, but the House have a right to judge whether they will hear you.” (Nie, ma pan prawo mówić, ale Izba ma prawo osądzić, czy pana wysłucha.)
W 1722 r. Walpole powierzył Comptonowi stanowisko płacmistrza armii, lecz w obliczu obietnic księcia Walii, że po koronacji zmieni premiera, Walpole zaczął trzymać Comptona na dystans. W końcu przedstawił o wiele korzystniejszą dla dworu wersję funduszy na utrzymanie pary królewskiej niż Compton. Walpole posiadał też przyjaźń królowej Karoliny. Na krótko Compton, forsowany przez nowego króla, objął ster rządu, lecz nie radził sobie z obowiązkami i musiał pomagać mu Walpole. To oraz królowa ostatecznie przekonały króla o bezsensowności dalszego forsowania Comptona na premiera.

## Na stanowiskach ministerialnych
Robert Walpole podniósł w 1728 r. Comptona do godności para z tytułem barona Wilmington, by osłodzić mu porażkę, i by nie przeszkadzał mu on w Izbie Gmin. W 1730 r. tytuł podniesiono do rangi hrabiego. Wilmington zbliżał się coraz bardziej do wigowskich oponentów premiera-wiga, lecz w parlamencie w zasadzie dostosowywał się do punktu widzenia rządu. W 1730 r. na krótko został Lordem Tajnej Pieczęci, by zostać w końcu Lordem Przewodniczącym Rady. Wilmington był zaangażowany w stworzenie słynnego przytułku Foundling Hospital w 1739 r. Założenie tego ośrodka wywołało modę na filantropię wśród polityków brytyjskich, która trwa do dziś.

## Premier
W styczniu 1742 r. Wilmington zastąpił Walpole’a jako pierwszy lord skarbu i tytularny szef gabinetu, w którym główną rolę odgrywał lord Carteret. Wilmington podupadł na zdrowiu, więc zaczęto podejmować niektóre rządowe decyzje bez konsultacji z nim. Pozostał jednak u władzy do śmierci, po której premierem został Henry Pelham. Śmierć Comptona pociągnęła za sobą wygaśnięcie wszystkich jego tytułów, ponieważ nie miał potomków.
Dwa miasta o nazwie Wilmington w stanach: Karolina Północna i Delaware są nazwane na jego cześć.